# Gabriel Obernosterer
Gabriel Obernosterer (* 13. Mai 1955 in Lesachtal, Kärnten) ist ein österreichischer Hotelier, Politiker (ÖVP), Abgeordneter zum Nationalrat und ehemaliger Naturbahnrodler.

## Ausbildung und Beruf
Obernosterer besuchte von 1961 bis 1966 die Volksschule Liesing-Lesachtal und von 1966 bis 1967 die Hauptschule in St. Lorenzen-Lesachtal. Danach besuchte Obernosterer von 1967 bis 1970 das Realgymnasium in Klagenfurt und erlernte danach von 1970 bis 1974 den Beruf des Kfz-Mechanikers.
Obernosterer machte sich 1977 mit einem Gasthof selbständig. Zwischen 1977 und 1980 war er Geschäftsführer bei Wienerwald München. Sein Familienbetrieb umfasst heute einen Gasthof, ein Feriendorf und das Alm-Wellnesshotel Tuffbad. Obernosterer beschäftigte 2006 rund 50 Menschen im Lesachtal. 2006 wurde er zum Kommerzialrat ernannt.

## Sport
Obernosterer war vier Jahre lang im österreichischen Nationalkader der Naturbahnrodler. Seine größten internationalen Erfolge erzielte er zusammen mit Anton Obernosterer im Doppelsitzer. Sie gewannen 1971 den Europapokal und erreichten bei den Europameisterschaften 1971 und 1973 den zweiten Platz.

## Politik
Obernosterer war von 1985 bis 1997 Gemeinderat in der Gemeinde Lesachtal und ist seit 1995 Mitglied im Wirtschaftsparlament der Wirtschaftskammer Österreich. Obernosterer war von 1995 bis 2006 Spartenobmann der Wirtschaftskammer Kärnten in der Sparte Tourismus und Freizeitwirtschaft. Seit 2005 ist er Spartenobmann-Stellvertreter in der Bundessparte Tourismus und Freizeitwirtschaft. Von 1998 bis 2006 war er Mitglied des Kärntner Wirtschaftsförderungsfonds.
Obernosterer ist Eigentumsvertreter der Kärntner Werbung. Seit 30. Oktober 2006 ist er Abgeordneter zum Nationalrat und seit 2007 Obmannstellvertreter im Tourismusausschuss.
Am 25. Juli 2012 trat Josef Martinz im Zuge des Gutachten Skandals um den Verkauf der Hypo Group Alpe Adria als Landesobmann der ÖVP Kärnten zurück, noch am selben Tag wurde Obernosterer als neuer Obmann bestimmt. – Abgelöst wurde er im März 2014 von Christian Benger.

## Auszeichnungen
- 2017: Großes Goldenes Ehrenzeichen für Verdienste um die Republik Österreich[5]

## Privates
Gabriel Obernosterer ist verheiratet und hat einen Sohn und eine Tochter.

## Sonstiges
Am 20. Jänner 2009 hob das Parlament die Immunität aufgrund eines Verfahrens wegen des Verdachts der Falschaussage im Untersuchungsausschuss zur Kärnten Werbung 2008 auf. In erster Instanz wurde Obernosterer am 11. Mai 2010 zu einer Geldstrafe von 15.000 Euro verurteilt. Das Oberlandesgericht Graz sprach ihn hingegen in der darauffolgenden Berufungsverhandlung am 30. März 2011 frei.

## Publikationen
- 2020: Mein Weg, Autobiografie, Heyn-Verlag, Klagenfurt am Wörthersee 2020, ISBN 978-3-7084-0639-8